# Leiomela capillaris
Leiomela capillaris är en bladmossart som beskrevs av Jean Édouard Gabriel Narcisse Paris 1905. Leiomela capillaris ingår i släktet Leiomela och familjen Bartramiaceae. Inga underarter finns listade i Catalogue of Life.